# ドルフ・ラングレン in ディテンション
『ドルフ・ラングレン in ディテンション』（原題：DETENTION）は、2003年7月5日に公開されたアメリカ合衆国とカナダ共同制作のアクション映画。監督はシドニー・J・フューリー、主演はドルフ・ラングレン、アレックス・カルジス、カタ・ドボーらが務めている。
日本では劇場未公開。2004年3月26日にアートポートから日本語吹替版のVHS（APR-D206）とDVD（APS-0009）が発売された。

## キャスト
※括弧内は日本語吹替。
- サム・デッカー - ドルフ・ラングレン（谷昌樹）
- チェスター・ラム - アレックス・カルジス（檀臣幸）
- グロリア・ウェイロン - カタ・ドボー（恒松あゆみ）
- ミック・アシュトン - コリー・セヴィエール（水島大宙）

## スタッフ
- 監督：シドニー・J・フューリー
- 製作：ゲイリー・ホーサム
- 製作総指揮：アヴィ・ラーナー、ジャック・ジラルディ・Jr
- 原案：ポール・リンチ
- 脚本：ジョン・シェパード
- 撮影：カーティス・ピーターセン
- 音楽：アミン・バッティア
- 編集：ソウル・ピンカス

## 日本語版制作スタッフ
- 演出：久保宗一郎
- 翻訳：余語健
- 調整：オムニバス・ジャパン
- 制作：東北新社